# Leo Adde
Leon "Leo" Adde (21 april 1904 - maart 1942) was een Amerikaanse jazz-drummer. 
Adde had een duo met Raymond Burke, waarmee hij in het midden van de jaren tien speelde op de straten van New Orleans. Begin jaren twintig werd hij lid van het Halfway House Orchestra onder leiding van Abbie Brunies en later speelde hij bij Johnny Millinder's New Orleans Frolickers, waarmee hij ook opnam. In de jaren twintig maakte hij ook opnames met Johnny Bayersdorffer en met de New Orleans Rhythm Kings. In de jaren dertig drumde hij bij de Melody Masters, geleid door Sharkey Bonano en Leon Prima, de broer van Louis Prima. In New York speelde dit gezelschap af en toe als de New Orleans Melody Masters. Later in dat decennium nam hij op met de New Orleans Owls en keerde hij terug naar New Orleans.